# Андре Шюрле
Андре Шюрле (на немски: André Schürrle, роден на 6 ноември 1990 г. в Лудвигсхафен, Рейнланд-Пфалц) е бивш германски футболист, играл като нападател.

## Клубна кариера

### Ранна кариера
Шюрле е роден в Лудвигсхафен, Рейнланд-Пфалц. Започва кариерата си в местния Лудвигсхафенер СК, преди да се премести в Майнц 05 през 2006 г. Остава три години в юношеския състав на Майнц, където печели Бундеслигата до 19 години през 2009 г.

### Майнц 05
През август 2009 г. Шюрле записва своя дебют в Първа Бундеслига при равенството 2 – 2 срещу Байер Леверкузен в първия кръг на новия сезон. На 19 септември 2009 г. Шюрле записва първите си два гола за клуба при победата с 3 – 2 като гост над Бохум. Следващата седмица подписва първия си професионален договор с Майнц. Завършва дебютния си сезон в Първа Бундеслига, като пропуска само един мач, вкарва пет гола и записва три асистенции, а Майнц 05 завършва на девето място.
През септември 2010 г. Майнц обявява, че Шюрле е подписал 5-годишен договор с Байер Леверкузен, но ще се присъедини към новия си клуб след края на сезон 2010/11. Сумата по трансфера е около 6,5 милиона евро. Изиграва 34 мача в Първа Бундеслига и вкарва 15 гола, подобрявайки рекорда на Мохамед Зидан за най-много голове за Майнц в един сезон в Първа Бундеслига.

### Байер Леверкузен
През лятото на 2011 г. Шюрле преминава в Байер Леверкузен с договор до 2016 г. Разписва се още в дебюта си в мач за купата срещу Динамо Дрезден. Първия си гол в Първа Бундеслига вкарва едва в средата на октомври срещу Борусия Мьонхенгладбах. Четири дни по-късно вкарва първия си гол в Шампионска лига при домакинската победа над Валенсия. Първият му сезон за Байер е неубедителен, след като завършва с едва шест гола.
През лятото на 2012 г. английския гранд Челси се интересува от Шюрле, но до трансфер не се стига.

### Челси
На 13 юни 2013 г. Челси договоря трансфера на Шюрле и играчът подписва договор, който влиза в сила от 1 юли 2013 г. Контрактът е за срок от пет години като лондончани плащат за него 21 милиона евро (18 милиона паунда). На 4 август Шюрле вкарва първия си гол с екипа на Челси в приятелска среща с Милан по време на турне в САЩ. На 18 август Шюрле прави своя дебют във Висшата лига, като в 67-а минута заменя Кевин Де Бройне в мач срещу Хъл Сити спечелен с 2:0. Първият му гол за Челси в шампионата идва на 27 октомври 2013 г., когато отборът му печели срещу Манчестър Сити с 2:1. На 7 декември той вкара два гола при загубата от Стоук Сити с 2:3.
На 1 март 2014 г. германецът вкарва хеттрик срещу Фулъм за победата с 3:1 в дербито на Западен Лондон. През същата година на 8 април той подпомага с гол на Челси за да се класират на полуфиналите на Шампионска лига. Първият му сезон в първенството на Англия завършва с 8 гола в 30 мача.
През новия сезон голът на Шюрле срещу Бърнли на 18 август 2014 г. е избран за гол на месеца. Челси завършва като шампион във Висшата лига макар Шюрле да бъде трансфериран по-рано в отбора на Волфсбург, той получава златен медал от треньора им Жозе Моуриньо, тъй като е изиграл 14 мача и отбелязал 3 гола в тях.

### Волфсбург
На 2 февруари 2015 г. Шюрле се завръща в Бундеслигата, като се присъединява към Волфсбург, които заплащат 22 милиона паунда за него. Пет дни по-късно дебютира за клуба, играейки цял мач срещу Хофенхайм спечелен с 3:0. Първият му гол за клуба вкарва на 4 април 2015 г. срещу отбора на Щутгарт, когато отбора му печели с 3:1. На 30 май Волфсбург спечели Купата на Германия за първи път, след като побеждава Борусия Дортмунд с 3 – 1 на финала. В този мач Шюрле записва девет минути, след като заменя Максимилиан Арнолд.
На 1 август 2015 г. Андре Шюрле печели Суперкупата на Германия, след като Волфсбург побеждава Байерн Мюнхен с дузпи. Той заменя Даниел Калигури в 61-вата минута на мача и дори отбелязва дузпа. По-късно през сезона, Шюрле отбелязва единствените два гола в срещата при победата над ЦСКА Москва в Шампионската лига.
На 1 март 2016, точно две години след като вкара първия си хеттрик за Челси, Шюрле записва първите си три гола в един мач за Волфсбург срещу Хановер 96 при победата с 4:0. Една седмица по-късно той вкара единствения гол при победата с 1:0 (4 – 2 при дузпите) над белгийския отбор Гент, за да премине отборът му четвъртфиналите на Шампионската лига за първи път в историята си.

### Борусия Дортмунд
На 22 юли 2016 г. Андре Шюрле се присъединява към отбора на Борусия Дортмунд за 30 милиона евро. По това време треньор им е Томас Тухел, който вече е работил заедно с Шюрле в Майнц. Той дебютира за отбора при загубата от Байерн Мюнхен с 0:2 в мач за Суперкупата на Германия. Отбелязва първия гол за отбора си в мач срещу Реал Мадрид завършил 2:2. Така той става първия германски играч отбелязал гол за четири различни клуба в Шампионската лига. Първия му гол за Бундеслигата с фланелката на Борусия Дортмунд реализира срещу Вердер Бремен още в 5-ата минута на срещата.

### Фулъм
На 25 юли 2018 г. Фулъм привличат под наем за две години Андре Шюрле. На 26 август Шюрле вкара първия си гол за клуба с победа с 4:2 над Бърнли.

### Спартак Москва
На 31 юли 2019 г. той преминава под наем в руския Спартак Москва.  Във втория си мач за отбора той вкарва първия си гол.  На 1 юли 2020 г. изтича неговият наем, като той не е играл за клуба от Септември 2019 г. поради контузия. 

## Край на кариерата
На 17 юли 2020 г., Шюрле взима решението си да прекрати кариерата си.  Решението го взима дни след като прекратява по взаимно съгласие договора си с Борусия Дортмунд. Причината, за която се отказва, е че вече не иска да се сблъсква със самотата и безкрайната конкуренция, присъстваща във футбола. 

## Национален отбор
Шюрле взима участие в Европейското първенство до 19 години. Дебютира при победата над Люксембург с 3 – 0. След добрите си игри за Майнц е повикан в отбора до 21 години на Германия.
Шюрле получава първата си повиквателна през ноември 2010 г. Дебютът си за мъжкия национален отбор на Германия в контрола срещу Швеция, влизайки в 79-ата минута. Шюрле и Марио Гьотце са първите двама национали на Германия, които са родени в Обединена Германия. На 29 май 2011 г. Шюрле реализира първия си гол в котролата срещу Уругвай, която Германия печели с 2 – 1.
Шюрле играе в няколко квалификации за Евро 2012. На 7 юни 2011 г. бележи гол при победата над Азербайджан. На 2 септември 2011 г. вкарва при победата с 6 – 2 над Австрия. И в двата мача се появява като резерва през второто полувреме. на 11 октомври 2011 г. Шюрле се появява за първи път в стартовия състав в квалификация срещу Белгия. В този мач вкарва гол в 33-тата минута. След трите си гола в квалификациите, Шюрле е включен в състава от 23-ма души на Германия за Евро 2012, получавайки фланелката с номер 9. Първото си участие на Евро 2012 прави на 17 юни, заменяйки в 64-тата минута Лукас Подолски при победата с 2 – 1 над Дания. Започва като титуляр в четвъртфиналния мач срещу Гърция, но е заменен от Марио Гомес през второто полувреме.

## Успехи
Челси
- Висша лига: 2014/15 [11]

Волфсбург
- Купа на Германия: 2014/15
- Суперкупа на Германия: 2015

Борусия Дортмунд
- Купа на Германия: 2016/17

Германия
- Световно първенство по футбол: 2014